# IFT20
IFT20 (англ. Intraflagellar transport 20) – білок, який кодується однойменним геном, розташованим у людей на короткому плечі 17-ї хромосоми. Довжина поліпептидного ланцюга білка становить 132 амінокислот, а молекулярна маса — 15 281.
| 10         |  | 20         |  | 30         |  | 40         |  | 50         |
| ---------- |  | ---------- |  | ---------- |  | ---------- |  | ---------- |
| MAKDILGEAG |  | LHFDELNKLR |  | VLDPEVTQQT |  | IELKEECKDF |  | VDKIGQFQKI |
| VGGLIELVDQ |  | LAKEAENEKM |  | KAIGARNLLK |  | SIAKQREAQQ |  | QQLQALIAEK |
| KMQLERYRVE |  | YEALCKVEAE |  | QNEFIDQFIF |  | QK         |  |            |

A: Аланін

C: Цистеїн

D: Аспарагінова кислота

E: Глутамінова кислота

F: Фенілаланін

G: Гліцин

H: Гістидин

I: Ізолейцин

K: Лізин

L: Лейцин

M: Метіонін

N: Аспарагін

P: Пролін

Q: Глутамін

R: Аргінін

S: Серин

T: Треонін

V: Валін

Задіяний у таких біологічних процесах, як біогенез та деградація війок, альтернативний сплайсинг. 
Локалізований у цитоплазмі, цитоскелеті, клітинних відростках, війках, апараті гольджі.